# Fort Pentagouet

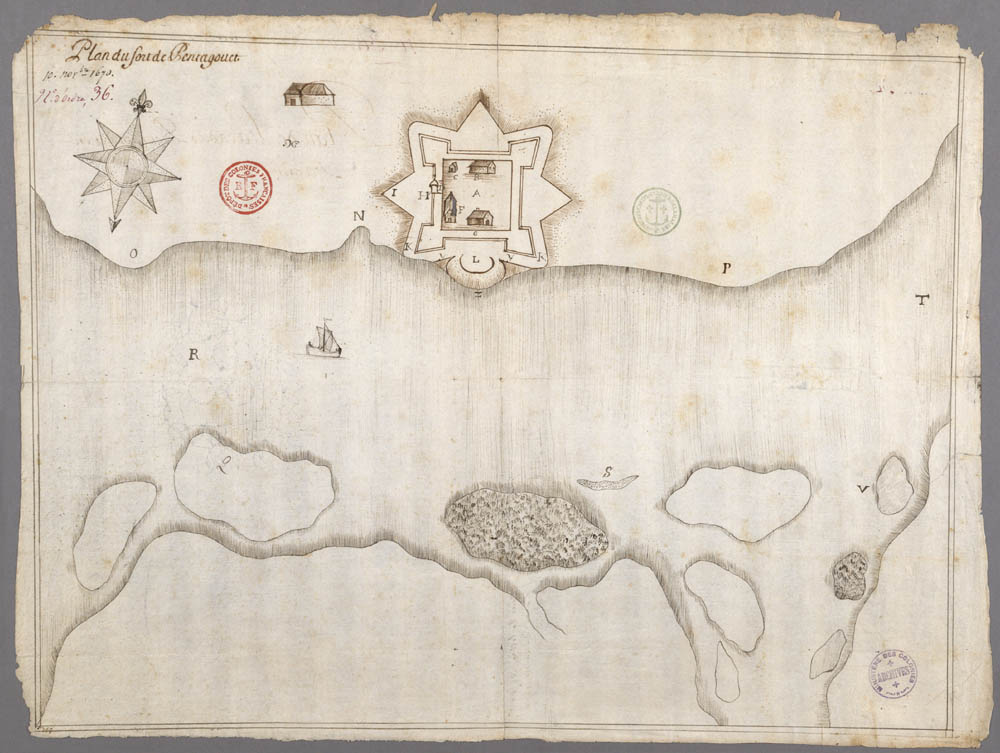
Fort de Pentagouet, 1670

Fort Pentagouet war ein französisches Fort in der damaligen Kolonie Akadien in der Nähe des heutigen Orts Castine im US-Bundesstaat Maine. Es wurde um 1613 errichtet und lag auf einer Halbinsel in der Penobscot Bay, die 1604 erstmals vom französischen Forschungsreisenden Samuel de Champlain besucht wurde. Champlain nannte die Halbinsel Pentagoët. Bei den Penobscot, einem Stamm der Östlichen Abenaki, hieß der Ort Majabigwaduce und war Wohnsitz des Ober-Sagamore.
Erbauer des Forts, das als befestigter Handelsposten und Fischfangstation diente, war Claude de Saint-Étienne de la Tour. Der Ort gilt als die erste permanente Siedlung in Neuengland und entstand sieben Jahre vor Plymouth in Massachusetts. An der Mündung des Penobscot Rivers gelegen, war Pentaguet ein idealer Platz für den Pelzhandel, Ausgangspunkt für Reisen in das Landesinnere und für die europäischen Mächte von besonderem Interesse. Er wechselte im 17. und 18. Jahrhundert mehrmals den Besitzer und war zeitweilig in französischer, in britischer, niederländischer und zuletzt in amerikanischer Hand.
Nachdem die Briten das Fort 1628 erobert hatten, wurde es ein Außenposten der Plymouth-Kolonie. William Bradford reiste persönlich dorthin, um den britischen Anspruch geltend zu machen. Der Gouverneur von Akadien, Isaac de Razilly, schickte Charles de Menou d’Aulnay im Jahr 1635 nach Pentagouet, um das Fort und die Region erneut für Frankreich in Besitz zu nehmen. Offenbar wurden danach die Befestigungen weiter ausgebaut und mit Kanonen bestückt. Einige Ereignisse aus dieser Zeit sind gut dokumentiert. Am 2. September 1654 erreichten britische Truppen unter Robert Sedgwick das Fort, vertrieben die Bewohner und übernahmen erneut die Kontrolle. Im Vertrag von Breda im Jahr 1667 fiel Akadien zurück an Frankreich, das betroffene Gebiet und die Siedlungen wurden jedoch nicht genau bezeichnet.
Gouverneur Grandfontaine von Akadien und der französische Baron Jean-Vincent de Saint-Castin ließen sich um diese Zeit in Pentagouet nieder, das damals etwa in der Mitte von Frankreichs junger Kolonie lag. Die eigentlichen Besitzer dieses umstrittenen Gebiets aber waren die Penobscot. Der 18-jährige Saint-Castin wurde deshalb mit verschiedenen Missionen beauftragt, um Land und Leute zu studieren. Er entwickelte gute Beziehungen zu den Ureinwohnern, heiratete später eine Tochter des Ober-Sagamore Madockawando und wurde selbst Häuptling des Stammes.

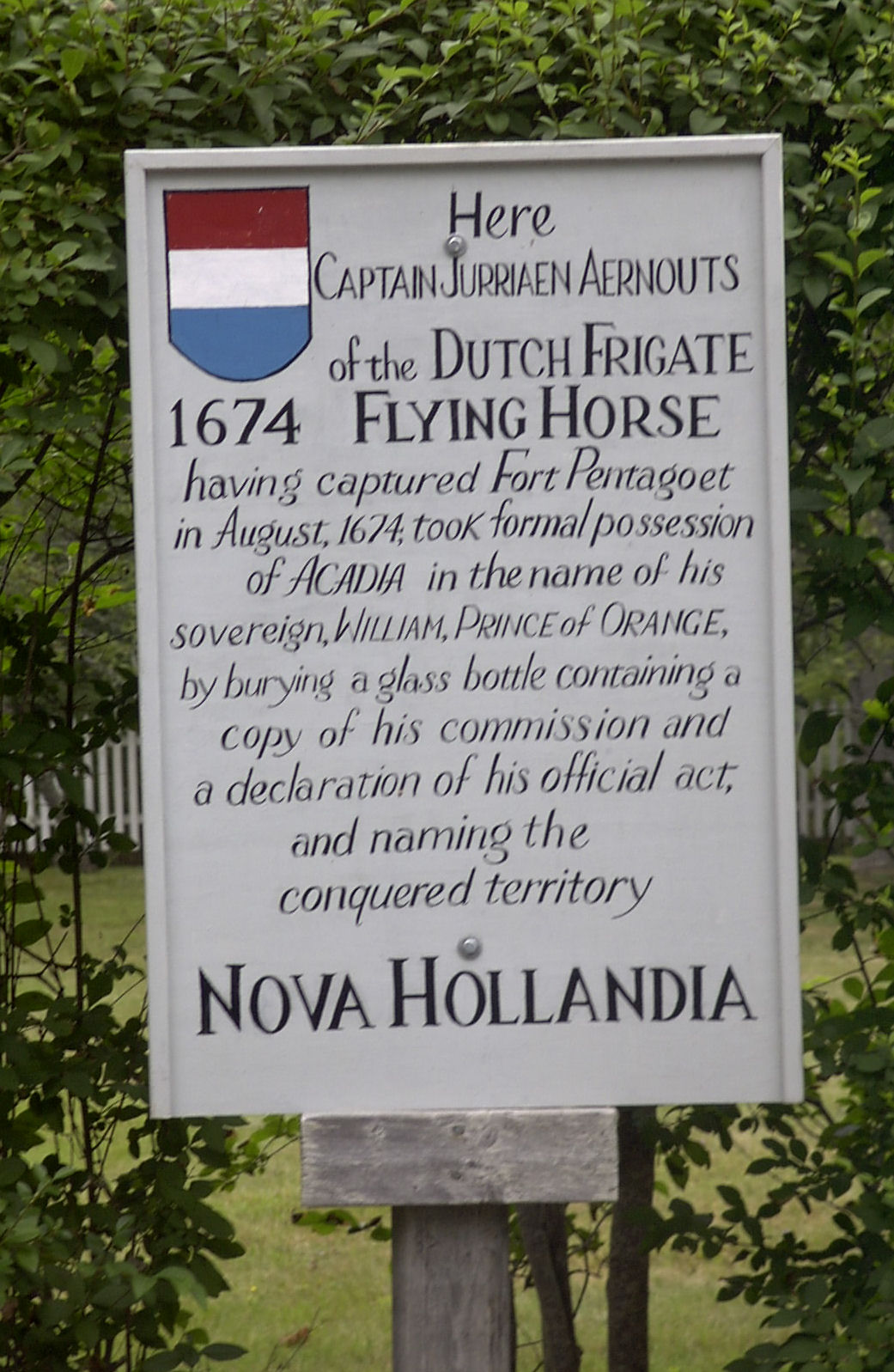
Eroberung durch die Holländer 1674

Im französisch-holländischen Krieg wurden Fort Pentagouet und Fort Jemseg in Neubraunschweig vom niederländischen Kapitän Jurriaen Aernoutsz 1674 erobert, der anschließend Akadien zur neuen niederländischen Kolonie erklärte. Nachdem Aernoutsz Akadien verlassen hatte, um niederländische Siedler anzuwerben, kehrte Akadien unverzüglich unter die Hoheit Frankreichs zurück. 1676 wurde Pentagouet von den Niederländern völlig zerstört. Auf dem Papier erklärten die Niederländer ihre Besitzansprüche und ernannten Cornelius Steenwyk 1676 zum Gouverneur, verzichteten jedoch 1778 im Vertrag von Nijmegen auf Akadien. Tatsächlich blieben Arkadien und Pentagouet jedoch unter französischer Kontrolle und das Fort wurde 1679 wieder aufgebaut. Im King William’s War (1689–1697) eroberten die Briten das Fort, das sie endgültig zerstörten, während der Ort geplündert und danach nur spärlich besiedelt wurde.
Heute steht an der Stelle des Forts die Ortschaft Castine, die nach dem französischen Baron benannt wurde.